# Maurizio Crosetti
Maurizio Crosetti (Torino, 14 maggio 1962) è un giornalista e scrittore italiano.

## Biografia
Originario del capoluogo piemontese, si è iscritto all'ordine dei giornalisti regionale l'11 gennaio 1985. Collabora con la Repubblica, per cui si occupa di cronaca e di sport (calcio e ciclismo). Ha pubblicato anche svariati libri, principalmente riguardanti lo sport, e la raccolta I Sogni di Friz, contenente favole per bambini.

## Opere
- La Juve sulla luna. Una storia in bianconero, Limina, 1998,  p. 112, ISBN 88-6073-627-7.
- I padroni del pallone: da Galliani a Cragnotti, tredici ritratti sulla crisi del calcio, Baldini Castoldi Dalai, 2002,  p. 127, ISBN 88-8490-030-1.
- Con Sergio Chiamparino,  Semplicemente sindaco, Cairo Editore, 2006,  p. 219, ISBN 88-6052-033-9.
- Fuori di pallone, Edizioni Gruppo Abele, 2008,  p. 94, ISBN 88-7670-662-3.
- I sogni di Friz, Edizioni Gruppo Abele, 2008,  p. 74, ISBN 88-7670-655-0.
- Armstrong. Il ritorno del sopravvissuto, Baldini Castoldi Dalai, 2009,  p. 251, ISBN 88-6073-627-7.
- Campionissimi. Un giorno nella vita di trenta grandi ciclisti, Baldini Castoldi Dalai, 2010,  p. 248, ISBN 88-6073-756-7.
- Con Alessandro Del Piero,  Giochiamo ancora, Mondadori, 2012,  p. 115, ISBN 9788804621157.
- La vendetta, Dalai Editore, 2012,  p. 2012, ISBN 9788866208327.
- Una piccola fine del mondo, Mercurio, 2015,  p. 76, ISBN 88-9826-918-8.
- Esercizi preparatori alla melodia del mondo, Baldini+Castoldi, 2016,  p. 157, ISBN 9788868529253.
- Il suo nome è Fausto Coppi, Einaudi, 2019,  p. 227, ISBN 9788806241858.
- Con Giorgio Chiellini,  Io, Giorgio, Sperling & Kupfer, 2020,  p. 261, ISBN 9788820068752.
- 4 a 3. Italia-Germania 1970, la partita del secolo, HarperCollins Italia, 2020,  p. 250, ISBN 9788869057922.